# 中清戸
中清戸（なかきよと）は、東京都清瀬市の町域。
現行行政地名は中清戸一丁目から中清戸五丁目。郵便番号は204-0012。

## 地理
清瀬市の中部に位置する。
東から時計回りに、清瀬市下清戸、新座市西堀、新座市新堀、清瀬市上清戸、清瀬市中里に隣接する。

## 交通

### 鉄道
| 隣接地域で利用可能な駅     | バス移動で利用可能駅                                  |
| -------------------------- | ----------------------------------------------------- |
| 西武池袋線 - 清瀬駅(SI 15) | JR武蔵野線 - 新座駅(JM 29) 東武東上線 - 志木駅(TJ 14) |

志木街道を運行する路線バスにより、新座駅への結びつきも強い。

### バス
- 西武バス新座営業所

…が周辺の路線を運行している。

### 道路
- 東京都道24号練馬所沢線（小金井街道）

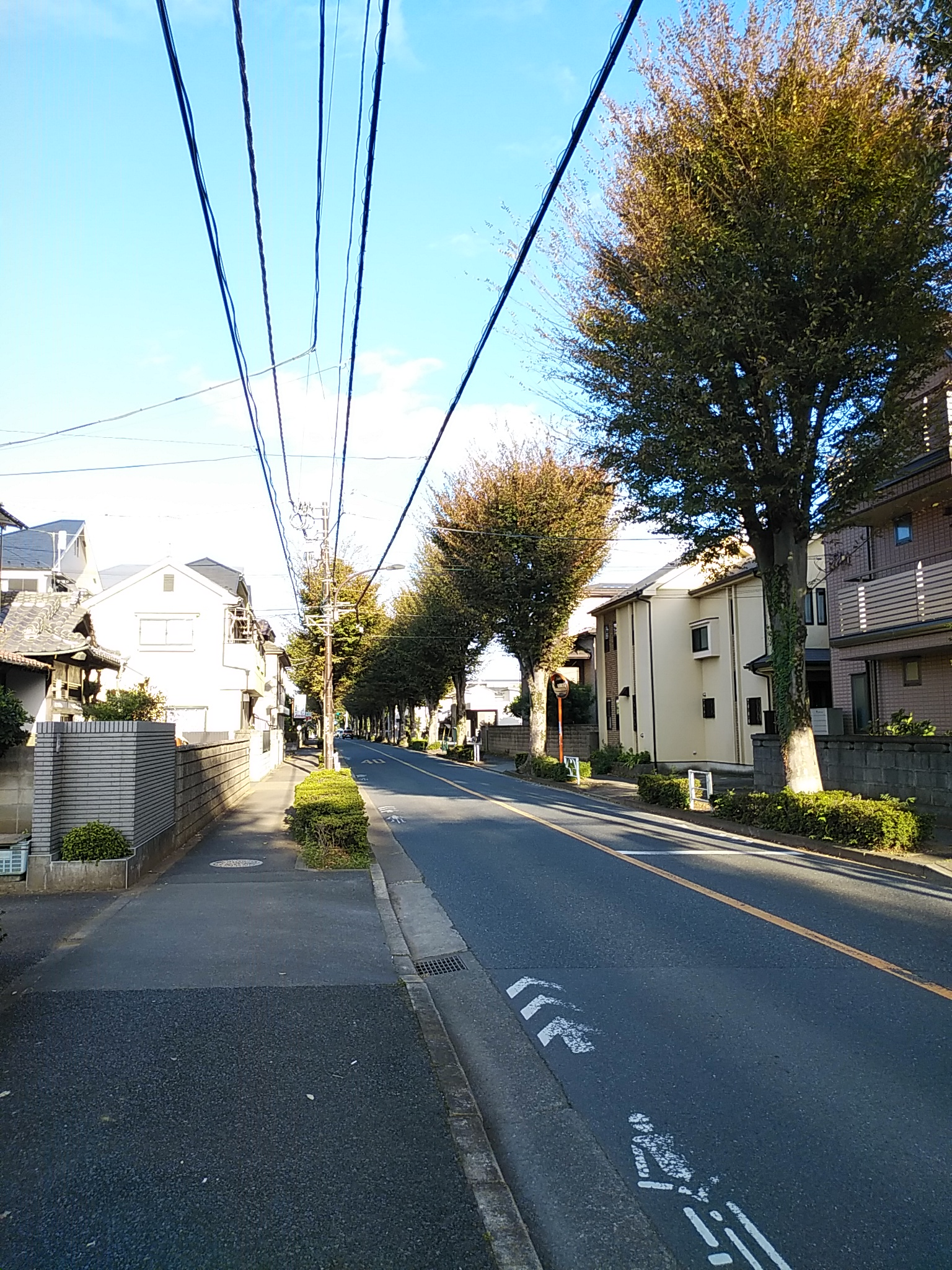
志木街道　中清戸付近

- 東京都道40号さいたま東村山線（志木街道）
- 市役所通り

## 施設

### 中清戸二丁目
- 清瀬消防署
- 日枝神社_(清瀬市)

### 中清戸三丁目
- 東京管区気象台
- 気象衛星センター